# 장화 신은 고양이 디 오리지널
장화 신은 고양이 디 오리지널(La Véritable Histoire du chat botté)는 제롬 데셤프스, 파스칼 헤롤드, 마차 마케이에프가 제작한 애니메이션 영화이다. 2009년 4월 1일 개봉하였다.

## 출연
- 제롬 데셤프스
- 욜랜드 모로
- 쟝-끌로드 볼레-레드닷
- 앙트멘 켈리프
- 안드레 윌름스